# Centre d'Estudis Sefardites de Caracas
El Centre d'Estudis Sefardites de Caracas és una institució cultural que forma part de l'Associació Israeliana de Veneçuela, una organització que aplega a la comunitat jueva sefardita del país. La idea principal després de la creació d'aquest institut és la protecció, la promoció, i el coneixement de la herència sefardita a Veneçuela i a Amèrica Llatina en general. El centre d'estudis sefardites de Caracas va ser fundat en el mes de juny de 1980, tot i que no va començar formalment les seves activitats fins al dia 1 de juny de 1982. per iniciativa del doctor Moisés Garzón Serfaty.